# あきた北央農業協同組合
あきた北央農業協同組合（あきたほくおうのうぎょうきょうどうくみあい）は、秋田県北秋田市に本店を置いていた農業協同組合。愛称はJAあきた北央。

## 概要
1997年6月、森吉・阿仁地区の合川町、森吉町、阿仁町、上小阿仁村、鷹巣町のJAが「鷹巣・阿仁広域合併推進協議会」を設置し、合併協議を開始した。
しかし、1993年に町内の農協すべてが合併して発足したJA鷹巣町（現・JA秋田たかのす）が、態勢不備を理由に同協議会を脱退した。このため残りの4JAが合併することになり、当初計画から1年遅れ、1999年4月1日にあきた北央農業協同組合として発足した。
北秋田市の旧鷹巣町町域除く、旧合川町・旧森吉町・旧阿仁町と上小阿仁村を営業エリアとする。

### JA鷹巣町へ吸収合併
JAあきた北央は、比内地鶏の加工事業の失敗などで連続赤字を計上。自主再建が困難であるとして2019年2月1日に北秋田市鷹巣地区を管轄とする鷹巣町農業協同組合に吸収合併され解散する。これに先立ち、森吉及び阿仁の両支店を合川支店に統合し、上小阿仁村にある上小阿仁支店については、土地建物を村に売却した上で、同一地で村から賃貸する形で営業を続ける方針としている。
鷹巣町農業協同組合は、この合併に併せて、秋田たかのす農業協同組合へ改称することになった。

## 沿革
- 1999年4月 - 合川町、森吉町、阿仁町、上小阿仁村の4農協合併により、あきた北央農業協同組合として発足。本店は、合川町農業協同組合の本所に設置。
- 2018年
  - 10月26日 - 吸収合併の一環として、森吉支店と阿仁支店を廃止[5]。
  - 11月5日 - 合川支店を旧・サンシャインあいかわに移転[5]。
- 2019年
  - 2月1日 - JA鷹巣町に吸収合併され消滅（JA鷹巣町はJA秋田たかのすに改称）。

## 関係会社

### 子会社
- 有限会社アグリほくおう

### 持分法人対象会社
- 株式会社ジェイエイ大館・北秋田葬祭センター